# Rebecca Romero
Rebecca Romero MBE (Londen, 24 januari 1980) is de eerste Britse die in twee verschillende Olympische zomersporten een medaille wist te behalen.

## Roeien
Romero begon in 1997 op 17-jarige leeftijd met roeien. In 2000 won ze de wereldtitel onder 23 jaar in de twee zonder. Vanaf 2001 tot 2005 maakte ze deel uit van de dubbel vier. Met de dubbel vier behaalde ze de finale van het wereldkampioenschap van 2001, 2002 en 2003. Ze werd tweemaal vijfde en eenmaal vierde. Tijdens de Olympische Spelen van 2004 in Athene won ze, samen met Alison Mowbray, Debbie Flood en Frances Houghton, de zilveren medaille dubbel vier. Na de spelen werd de samenstelling van de boot aangepast met het oog op de volgende Olympische Spelen. Romero bleef deel uitmaken van het team en tijdens de wereldkampioenschappen van 2005 werd ze wereldkampioen door de Duitse ploeg met 0,3 seconden te verslaan. In datzelfde jaar raakte ze geblesseerd aan haar rug. Tijdens de revalidatie besloot Romero dat het tijd was om iets ander te gaan doen.

## Wielrennen
Juist op dat moment werd Romero benaderd door de Britse Wielerbond. Ze onderging verschillende testen, waaruit bleek dat ze het vermogen had om op het allerhoogste niveau te fietsen. In april 2006 begon ze aan haar wielerloopbaan en al datzelfde jaar liet ze zich kronen tot Brits kampioen tijdrijden. Op het wereldkampioenschap baanwielrennen in 2007 won ze de zilveren medaille op de achtervolging achter Sarah Hammer. Het jaar daarop won ze de wereldtitel op de achtervolging en samen met Wendy Houvenaghel en Joanna Rowsell haalde ze de titel op de ploegenachtervolging. Tijdens de Olympische Spelen van 2008 in Peking won ze
de gouden medaille op de achtervolging door in de finale landgenote Wendy Houvenaghel te verslaan. Na de Spelen van Peking richtte Romero zich op Olympische Zomerspelen van 2012 in Londen. Ze kreeg een flinke tegenslag te verwerken toen de UCI besloot de achtervolging van het Olympische programma te halen. Noodgedwongen ging ze zich richten op de tijdrit op de weg, maar toen ook bekend werd dat dit door de kwalificatieregels niet ging lukken, verschoof ze haar focus weer naar de baan. Uiteindelijk kwam Romero tot de conclusie dat ze niet meer instaat was om Olympisch succes te boeken.
1992: Petra Rossner ·
1996: Antonella Bellutti ·
2000: Leontien van Moorsel ·
2004: Sarah Ulmer ·
2008: Rebecca Romero